# Cyclodictyon subobtusifolium
Cyclodictyon subobtusifolium là một loài rêu trong họ Pilotrichaceae. Loài này được Dixon ex Demaret & P. de la Varde mô tả khoa học đầu tiên năm 1951.